# 下垣仁志
下垣 仁志（しもがき ひとし、1975年 - ）は、日本の考古学者。京都大学准教授。博士（文学）。

## 略歴
1975年、東京都生まれ。京都大学文学部考古学科卒、2006年同大学院文学研究科博士後期課程修了、「倭王権構造の考古学的研究」で博士（文学）。立命館大学文学部准教授をへて、京都大学文学研究科准教授。2016年濱田青陵賞受賞。

## 著書
- 『三角縁神獣鏡研究事典』吉川弘文館 2010 ISBN　9784642014540
- 『古墳時代の王権構造』吉川弘文館、2011　ISBN　9784642093217
- 『日本列島出土鏡集成』同成社 2016 ISBN　9784886217493
- 『古墳時代の国家形成』吉川弘文館、2018 ISBN　9784642093521
- 『古墳時代銅鏡論考』同成社、2018 ISBN　9784886217936
- 『鏡の古墳時代』(歴史文化ライブラリー)吉川弘文館、2022 ISBN　9784642059473
- 『前方後円墳』(歴史文化ライブラリー）吉川弘文館、2025　ISBN　9784642306164

r

### 翻訳
- ジュリアン・トーマス『解釈考古学 先史社会の時間・文化・アイデンティティ』佐藤啓介共訳 同成社 2012
- ブルース G.トリッガー『考古学的思考の歴史』同成社 2015